# Renealmia jamaicensis
Renealmia jamaicensis är en enhjärtbladig växtart som först beskrevs av Joseph Gaertner, och fick sitt nu gällande namn av Paul Paulus Fedorowitsch Horaninow. Renealmia jamaicensis ingår i släktet Renealmia och familjen Zingiberaceae.

## Underarter
Arten delas in i följande underarter:
- R. j. puberula
- R. j. jamaicensis